# Ракель

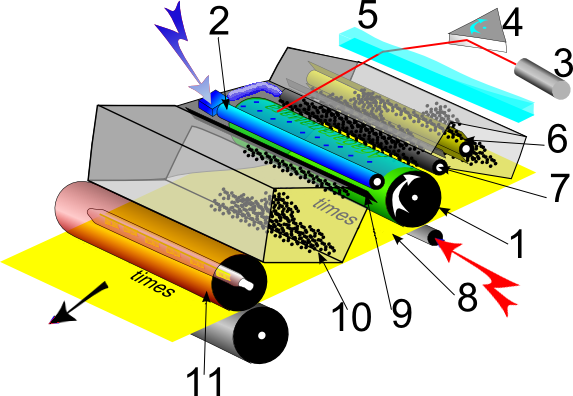
Процес лазерного друку.
1. Фотобарабан
2. Зарядний валик
3. Промінь лазера
4. Обертове дзеркало
5. Розподільна лінза
6. Катридж з тонером
7. Магнітний вал
8. Папір
9. Ракель
10. Бункер з відпрацьованим тонером 11. Пічка

Ракель (нім. Rakel) у машинах глибокого друку — тонка загострена на кінці сталева пластинка для знімання фарби з пробільного матеріалу друкарської форми.